# MPC1
MPC1 (англ. Mitochondrial pyruvate carrier 1) – білок, який кодується однойменним геном, розташованим у людей на 6-й хромосомі. Довжина поліпептидного ланцюга білка становить 109 амінокислот, а молекулярна маса — 12 347.
| 10         |  | 20         |  | 30         |  | 40         |  | 50         |
| ---------- |  | ---------- |  | ---------- |  | ---------- |  | ---------- |
| MAGALVRKAA |  | DYVRSKDFRD |  | YLMSTHFWGP |  | VANWGLPIAA |  | INDMKKSPEI |
| ISGRMTFALC |  | CYSLTFMRFA |  | YKVQPRNWLL |  | FACHATNEVA |  | QLIQGGRLIK |
| HEMTKTASA  |  |            |  |            |  |            |  |            |

A: Аланін

C: Цистеїн

D: Аспарагінова кислота

E: Глутамінова кислота

F: Фенілаланін

G: Гліцин

H: Гістидин

I: Ізолейцин

K: Лізин

L: Лейцин

M: Метіонін

N: Аспарагін

P: Пролін

Q: Глутамін

R: Аргінін

S: Серин

T: Треонін

V: Валін

W: Триптофан

Задіяний у таких біологічних процесах, як транспорт, ацетилювання. 
Локалізований у мембрані, мітохондрії, внутрішній мембрані мітохондрії.